# Dorylomorpha laticlavia
Dorylomorpha laticlavia är en tvåvingeart som beskrevs av Kuznetzov 1993. Dorylomorpha laticlavia ingår i släktet Dorylomorpha och familjen ögonflugor. Inga underarter finns listade i Catalogue of Life.